# Ингрэм, Мозес
Мозес Ингрэм (англ. Moses Ingram, родилась в городе Балтимор, Мэриленд, США) — американская актриса
, наиболее известная по роли Джолин в мини-сериале от Netflix «Ход королевы» (2020), за которую она была номинирована на премию «Эмми» за лучшую женскую роль второго плана.

## Биография
Ингрэм выросла в Западном Балтиморе в большой семье, где было шесть детей. В возрасте 10 лет её мать и учитель начальной школы Виндзор-Хиллз записали её на внешкольную театральную программу. Позже она училась в Балтиморской школе искусств, которую окончила в 2012 году. Из-за финансовых трудностей Ингрэм отклонила предложение поступить в Университет Говарда и поступила в Общественный колледж Балтимора в 2012 году, который окончила со степенью младшего специалиста.
В 2015 году она выиграла региональный конкурс Национального общества искусств и литературы и заняла четвёртое место в национальном. Победитель этого конкурса, Джонатан Мейджорс, предложил ей пройти прослушивание в Йельской школе драмы. Актриса была принята со стипендией и зачислена осенью 2016 года, в июне 2019 года Игрэм получила степень магистра.
Уже через месяц после начала карьеры Ингрэм получила роль Джолин в сериале «Ход королевы». Позднее сыграла роль леди Макдуф в фильме «Макбет». Ингрэм также снялась в спин-оффе «Звёздных войн» сериале «Оби-Ван Кеноби».

## Фильмография
| Год  | Название         | Роль          | Примечания     |
| ---- | ---------------- | ------------- | -------------- |
| 2018 | Кэндис           | Чарли         | короткий фильм |
| 2020 | Ход королевы     | Джолин        | 4 эпизода      |
| 2021 | Та же буря       | Одре Робинсон |                |
| 2021 | Трагедия Макбета | Леди Макдуф   |                |
| 2022 | Скорая           | Эми Шарп      |                |
| 2022 | Оби-Ван Кеноби   | Рева Севандер | 6 эпизодов     |
| 2024 | Конец            | девушка       |                |
| 2024 | Женщина в озере  | Клео Шервуд   | 7 эпизодов     |
| 2025 | Дом динамита     |               |                |